# Cirrhochrista oxylalis
Cirrhochrista oxylalis là một loài bướm đêm trong họ Crambidae.